# Guia dos Quadrinhos
Guia dos Quadrinhos é uma base de dados brasileira criada com o objetivo de catalogar todos os quadrinhos publicados no Brasil, sejam graphic novels, revistas, fanzines ou publicações independentes.

## História
Edson Diogo, criador do Guia dos Quadrinhos, era responsável pela seção "guia de preços" da edição brasileira da revista Wizard durante os anos 1990. A dificuldade de conseguir informações confiáveis sobre os quadrinhos brasileiros na época o inspirou a criar a base de dados. A primeira versão do Guia dos Quadrinhos foi ao ar em 2006 e era atualizada manualmente por Edson após receber informações enviadas pelos leitores. Em 2007, após sugestão do jornalista Ricardo Soneto, o projeto se tornou uma base de dados colaborativa e teve seu lançamento oficial.

## Estrutura
A base de dados do Guia dos Quadrinhos registra todas as informações sobre os quadrinhos lançados no Brasil, como data de publicação, editora, gênero, tamanho e preço. Para cada edição de revistas ou graphic novels, há a possibilidade de registrar individualmente cada história, assim como autores, personagens e arcos. No caso de edições brasileiras de material estrangeiro, é possível indicar a obra original, com capa e dados completos.
Também há uma lista de autores e editoras, com uma lista de obras nas quais participarão. O Guia dos Quadrinhos também tem um blog, um espaço para a publicação de pesquisas sobre quadrinhos e uma rede social na qual os usuários podem relacionar e divulgar suas coleções. Todas as informações são registradas por colaboradores. Capas são postadas apenas após a aprovação da equipe do site e, em alguns casos, após restauração digital feita por Edson caso o quadrinho original seja muito antigo e raro. Novos dados são checados regularmente.

## Festival Guia dos Quadrinhos
Em 2009, o Festival Guia dos Quadrinhos foi organizado pela primeira vez (até 2013, era chamado de Mercado das Pulgas). O evento ocorre duas vezes por ano em São Paulo e tem como principal objetivo abrir espaço para colecionadores venderem e trocarem seus quadrinhos e materiais afins. Desde 2009, o Festival também possui estandes para artistas e editoras, assim como palestras com artistas e profissionais da área. Em 2019, o evento foi encerrado.

## Livros
Em 2017, o Guia dos Quadrinhos publicou um livro em homenagem a Jack Kirby (Os mundos de Jack Kirby: um tributo ao rei dos quadrinhos, ISBN 978-85-922667-0-7). Organizado por Edson e pelo quadrinista Will, o livro contou com 100 artistas brasileiros, que desenharam os mais importantes personagens criados por Kirby junto com textos descritivos. O livros foi financiado por crowdfunding através do site Catarse. No ano seguinte, este livro ganhou o Troféu HQ Mix na categoria "melhor projeto editorial".
Em 2018, um novo livro foi lançado, também por financiamento coletivo, desta vez em homenagem ao selo Vertigo (Vertigo: além do limiar, ISBN 978-85-922667-1-4).  25 escritores e 25 artistas participaram do livro, que também trouxe entrevistas com Karen Berger, Jamie Delano e Peter Milligan.

## Prêmios
Em 2017, o Guia dos Quadrinhos ganhou o Troféu HQ Mix na categoria "grande homenagem" pelos 10 anos do site.

## Notificação judicial
Em 31 de março de 2020, o site recebeu uma notificação judicial do escritório Lourival J. Santos Advogados, em nome da Panini Brasil Ltda, alegando que o site fazia "divulgação/utilização indevida de conteúdos da editora", procurada, a editora admitiu que essa notificação foi um equivoco, o alvo da editora seria sites de scanlation e site que vendem caixas para guardar quadrinhos.